# Pestxànskoie
Pestxànskoie (en rus: Песчанское) és un poble de l'óblast de Sakhalín, a l'Extrem Orient de Rússia, que el 2013 tenia 128 habitants. Pertany al districte d'Aniva.